# Велика Біла Вода
Велика Біла Вода (словац. Veľká Biela voda) — річка в Словаччині, права притока Горнаду, протікає в округах Попрад і Списька Нова Весь.
Довжина — 13 км. Витік знаходиться в масиві Словацький Рай — на висоті близько 800 метрів. Протікає територією сіл Вернар і Грабушиці та осади Підлісок (Podlesok).
Впадає в Горнад на висоті приблизно 540 метрів.